# Direction générale des affaires économiques et financières
La direction générale des affaires économiques et financières (aussi appelée DG ECFIN, de l’anglais Directorate-General for Economic and Financial Affairs) est un département de la Commission européenne située à Bruxelles, responsable de la politique de l’Union européenne en matière de croissance économique, d’emploi, de finances publiques et de stabilité financière. 

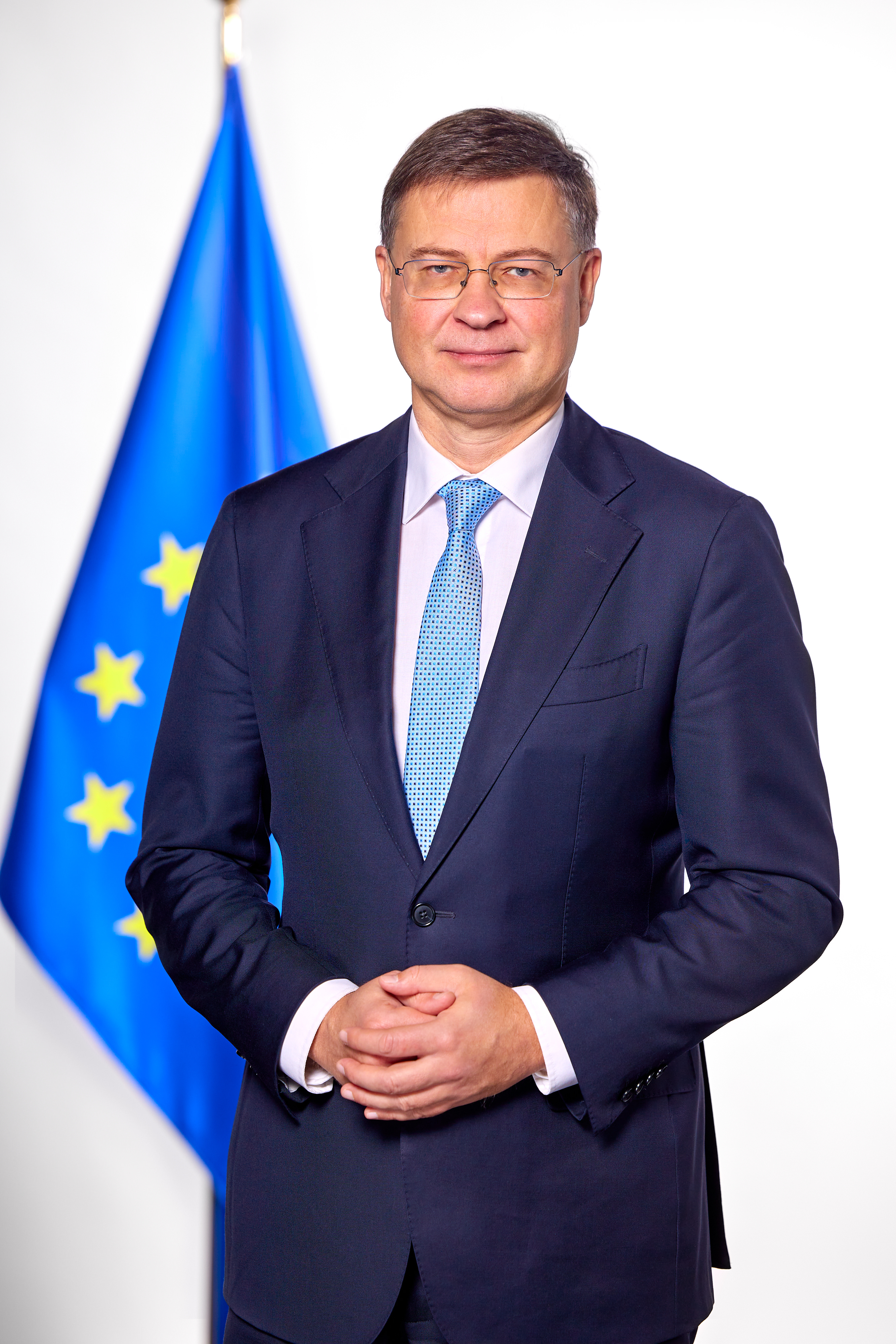
Valdis Dombrovskis, commissaire européen à l'Économie et à la Productivité depuis le 1er décembre 2024.

Sa principale mission consiste à encourager le développement de l'Union économique et monétaire à la fois à l’intérieur et à l’extérieur de l’Union européenne, par l'avancement de la coordination des politiques économiques, la conduite de la surveillance économique, l’évaluation des politiques et la rédaction de conseils.